# Guardia Rural
Force de sécurité publique militaire, la Guardia Rural mexicaine fut créée en 1861 sur  le modèle de la Guardia Civil espagnole. Ses membres furent connus comme Rurales (surnoms  repris pour les Cuerpos de Defsa Rural). Elle avait alors une réputation d’efficacité mêlée de brutalité dans les campagnes sous sa juridiction. Cette nouvelle gendarmerie est engagée par Benito Juárez  contre Maximilien Ier du Mexique et l’armée française durant la guerre du Mexique. Durant la longue présidence de Porfirio Díaz (1876–1911), l'institution est renforcée, passant de quelques centaines a 2 000 Rurales en 1889. Elle comprenait alors dix corps (3 compagnies de 76 hommes) et devient une véritable  force auxiliaire de l’Armée mexicaine. Son armement comprenait alors des revolvers, des sabres et même des carabines Winchester.

## La Garde rurale  dans la Révolution mexicaine
Après la chute de Díaz, les  Rurales continuèrent d’exister  sous les  présidents Francisco I. Madero et Victoriano Huerta. Madero mit fin aux abus de la période précédente. Huerta  envoya  un détachement pour tuer  Madero en 1913 et tenta de les développer numériquement. Les difficultés de recrutement  et le fort taux de désertion provoquèrent la dissolution de la Guardia Rural en juillet 1914, lorsque Huerta partit en exil.